# Hypaedalea lobopennis
Hypaedalea lobopennis is een vlinder uit de familie van de pijlstaarten (Sphingidae). De wetenschappelijke naam van de soort is voor het eerst geldig gepubliceerd in 1913 door Embrik Strand.